# Alabanda (stolica tytularna)
Alabanda (łac. Diœcesis Alabandensis) – stolica historycznej diecezji w Cesarstwie rzymskim w prowincji Karia, współcześnie w Turcji.

## Historia
Pierwsze wzmianki o diecezji pochodzą z akt soboru chalcedońskiego (pojawia się w nich biskup Teodoret).
W XIX wieku Alabanda została wpisana na listę katolickich biskupstw tytularnych. Od 1968 nie jest obsadzona.

## Biskupi tytularni
| Lp. | Biskup                            | Od              | Do                   |
| --- | --------------------------------- | --------------- | -------------------- |
| 1   | William Dominic O’Carroll OP      | 3 lutego 1874   | 13 października 1880 |
| 2   | Rocco Leonasi                     | 30 marca 1882   | 14 marca 1883        |
| 3   | Giuseppe Francica-Nava di Bontifé | 9 sierpnia 1883 | 24 maja 1889         |
| 4   | Nicola Lorusso                    | 23 czerwca 1890 | 8 czerwca 1891       |
| 5   | John Brady                        | 19 czerwca 1891 | 6 stycznia 1910      |
| 6   | Josip Lang                        | 26 lutego 1915  | 1 listopada 1924     |
| 7   | François Chaize MEP               | 12 maja 1925    | 23 lutego 1949       |
| 8   | José María García Graín OP        | 10 marca 1949   | 27 maja 1959         |
| 9   | Michel Ntuyahaga                  | 11 czerwca 1959 | 10 listopada 1959    |
| 10  | James William Malone              | 2 stycznia 1960 | 2 maja 1968          |